# 南景弼
南景弼（韓語：남경필，1965年12月6日—），本貫宜寧南氏，大韓民國政治人物，曾任京畿道知事。

## 生平
南景弼中學就讀景福高等學校，後進入延世大學社會工作系，1996年赴美國耶魯大學修讀MBA管理。
1998年在父親原韓國國會水原市八達區議員南平祐逝世後參與補選當選而步入政壇，並連任五屆。
2014年6月4日，南景弼在大韓民國第六屆廣域地方自治團體長選舉中以50.4%的得票率擊敗新政治民主聯合金振杓當選京畿道知事。
2016年11月22日，南景弼和新国家党国会议员金容兑在国会召开记者招待会，两人宣布退出新国家党。此前新国家党籍的总统朴槿惠卷入2016年韓國政治醜聞，新国家党陷入危机。
2018年6月13日，南景弼在第七屆廣域地方自治團體長選舉中以35.5%的得票率敗給前城南市長李在明，無法連任，政治之路從此斷送。